# Filótas
Filótas (Filotas) är en ort i Grekland.   Den ligger i prefekturen Nomós Florínis och regionen Västra Makedonien, i den norra delen av landet, 300 km nordväst om huvudstaden Aten. Filótas ligger 565 meter över havet och antalet invånare är 1 772.
Terrängen runt Filótas är platt västerut, men österut är den kuperad. Runt Filótas är det glesbefolkat, med 17 invånare per kvadratkilometer. Närmaste större samhälle är Ptolemaida, 12,5 km söder om Filótas. Trakten runt Filótas består till största delen av jordbruksmark.